# Diosa Canales
Diosa Canales (sinh ra là Diosh Daily Rosfer Canales Gil  vào ngày 11 tháng 1 năm 1987 tại El Tigre, Venezuela) là một ca sĩ, diễn viên và người mẫu người Venezuela.
Diosa Canales chuẩn bị phát hành album đầu tiên của mình, La Bomba Sexy de Venezuela, được mô tả là sự hợp nhất của merengue và reggaeton.
Diosa được biết đến với việc đưa ra lời hứa sẽ khỏa thân nếu đội bóng đá quốc gia của đất nước cô chiến thắng một giải bóng đá, giống như Larissa Riquelme làm; cả hai đã khỏa thân nơi công cộng nhiều lần rồi. Ngoài ra, giống như Riquelme, cô trở thành một hiện tượng mạng: đầu tiên, khi cô khỏa thân trước twitcam của mình và được hơn 30.000 người theo dõi trong vòng chưa đầy 12 phút và trở thành một chủ đề thịnh hành cho đến khi cô bị Twitter kiểm duyệt, và sau đó khi cô xuất hiện với trang phục ngắn với màu sắc của đội bóng đá quốc gia. Cô cũng đã làm việc như một người mẫu lịch.
Vào tháng 3 năm 2015, Canales đã được đưa đi cấp cứu tại bệnh viện sau khi ngã từ cột điện trong khi tập luyện múa cột; Hạ cánh trên ngực cô, cô nổ tung bộ ngực. Cô đã hồi phục hoàn toàn.
Vào tháng 5 năm 2016, cô và chồng Jose Roberto Rojas Romero (32 tuổi) đã bị bắt vì cáo buộc đánh đập mẹ chồng.